# Toulon XIII Métropole
Maillots
| \| Toulon \| Localisation de la ville de Toulon |
| Toulon                                          |

Ne doit pas être confondu avec Toulon Sporting XIII.
Le Toulon XIII Métropole est un club de rugby à XIII français domicilié à Toulon fondé par Walid Kadir et présidé depuis 2019 par Chantal Ruidavets. L'équipe première, entraînée par Chahery Mouridi depuis 2018, évolue en Elite 2 depuis la même année.
Le club est créé le 16 juillet 2011 et débute dans le groupe Provence-Alpe-Côte d'Azur du Championnat de France de rugby à XIII Fédérale. 
Considéré parfois comme un club « treiziste en terre quinziste »,  le club atteint malgré tout pour la première fois de son histoire la finale de la Coupe Paul Dejean en 2017 où il l'emporte face à Trentels et réalise le premier doublé de l'histoire du rugby à XIII en remportant la finale du championnat de France de Nationale 1
Après avoir évolué au Stade Jean Alex-Fernandez à ses débuts, le Sporting treiziste toulonnais s'installe au stade Delaune au début de la saison 2015-2016.
Annoncé comme disputant le championnat de Nationale (troisième division nationale masculine) pour la saison 2022-2023, le club déclare finalement forfait.

## Histoire

### Naissance du club
Le Sporting treiziste toulonnais est fondé en 16 juillet 2011 . Le club hérite du passé treiziste toulonnais notamment avec des clubs comme l'US arsenal maritime. Le club dispute son premier match le 18 septembre 2011 lors d'une rencontre amicale contre Marseille XIII Avenir, s'inclinant 40 à 24. La première rencontre officielle se déroule le 23 octobre face à Apt, mais la toute jeune équipe toulonnaise doit s'incliner 20 à 40.
Le club enregistre sa première victoire depuis la création du club face au club de Barbentane dans les Bouches-du-Rhône le 4 décembre 2011.
Après une très bonne saison en seulement deux années d'existence, l'équipe toulonnaise termine à une seconde place derrière la très bonne équipe de Saint-Martin-de-Crau. En 2013, les toulonnais seule équipe varoise de rugby à XIII du département rejoint directement la Nationale 1. Pour son premier match officiel en National 1 le 5 octobre 2013, les Varois s'inclinent à domicile face à Salon XIII 4 à 20. Les Varois doivent attendre la 3e journée pour remporter leur premier match de Nationale 1 à la suite de leur victoire à l'extérieur contre le club essonnien de Montgeron (14-34). Quant à leur première victoire à domicile, le Sporting attend le début de l'année 2014 lors de la 8e journée pour s'imposer face à Paris Charenton (42-32). Le Sporting treiziste toulonnais termine  2014 par une jolie sixième place après seulement une année en Nationale 1.

### Un petit pas en arrière
La saison suivante est malheureusement significative de relégation pour le club varois, le club voit son effectif diminuer à cause d'un désaccord profond entre une majorité de joueurs et l'entraîneur[réf. nécessaire] . Une rétrogradation exceptionnelle leur est accordé par la FFR XIII. Fortement marqué par cette situation, Gaël Tallec décide de laisser son poste à l'actuel entraîneur de l'école de rugby, Christophe Ruidavets. Cette rétrogradation volontaire est bénéfique pour le club jaune et bleu puisque les Toulonnais terminent premiers de la poule PACA, malgré une élimination en quart de finale à domicile face à Pia (20-42).

### Retour en Nationale 1
Lors de la saison 2015-2016, le club fait son retour en Nationale 1, avec une équipe plus étoffée que l'année précédente avec l'arrivée du talonneur Mourad Mezzine en provenance d'Avignon, de l'Australien Luke Srama en provenance de Réalmont XIII club d'Élite 2 et puis de joueurs de la région varoise (la valette-du-var, la seyne, sollies-toucas, carqueiranne) issus du rugby à XV. Seuls quelques départs sont annoncés tel que Gaël Tallec qui raccroche définitivement les crampons. Pour leur premier match dans leur nouveau stade Delaune, les Toulonnais s'inclinent en match de préparation face à l'équipe du Racing club de Carpentras XIII (22-10).
Pour la première fois de leur histoire, le Sporting Treiziste Toulonnais se qualifie pour les demi-finales de la Coupe Paul Dejean face à l'US Pujols XIII après avoir été mené au score à la mi-temps. Lors de ce dernier carré, ils affrontent l'équipe de Salon de Provence, qui les a défaits trois fois en trois matchs cette saison. Toutefois, les Varois s'imposent contre cet adversaire pour la première fois de son histoire et se qualifie pour sa première finale nationale. Finalement, les Toulonnais réussissent à remporter le 7 mai 2017 leur premier titre national, grâce à une victoire dans les dernières minutes de la rencontre face à Trentels (28 à 24). Quelques semaines plus tard, les Toulonnais réalisent le premier doublé de l'histoire du rugby à XIII en remportant la finale du championnat de France de Nationale 1.

### Accession en Élite 2
Malgré la défaite de la saison précédente, la Commission de Contrôle de Gestion et d'Assistance valide en juillet la montée en Elite 2 du club toulonnais. Pour que l'équipe senior soit compétitive dès le début de la saison un staff sportif bien étoffé pour l’équipe a été mis en place. David Fraisse et Jean-Luc Angelini passe la main à Chahery Mouridi nouvel entraîneur des bleus et jaunes. Le Sporting Treiziste Toulonnais réalise pour son premier match en Elite 2 la sensation de la première journée en s'imposant à l'extérieur face au Racing Club Lescure-Arthès XIII 32 à 28.

### Tentative de rejoindre l’Élite 1 en 2021
En 2021, il est annoncé pendant plusieurs semaines que les « Marlins  » pourraient rejoindre l'Élite 1,. En effet, l'admission dans ce championnat se fait en remplissant une sorte de cahier des charges sportif, économique et administratif.
Finalement, le club ne parvient pas à remplir tous les critères (pour certains médias les critères financiers)  et doit renoncer à son projet.

## Structures du club

### Infrastructures

#### Stades
Le club, s'entraîne et dispute ses matchs au Stade Jean Alex-Fernandez dans le quartier du Mourillon dès leurs débuts en 2011 jusqu'en 2012. Dès 2013, l'équipe toulonnaise investit le Stade Léo-Lagrange récemment rénové. Dès la saison 2015-2016, les Toulonnais investissent le Stade Delaune situé dans le quartier du Pont du Las afin de pouvoir programmer entrainements et matchs sur un même site.

## Palmarès
- Championnat de France de rugby à XIII Nationale 2
  - 2017

- Championnat de France de rugby à XIII Fédérale
  - 2015

- Coupe Paul Dejean
  - 2017

### Entraîneurs
| Saisons     | Entraîneurs          | Adjoints       | Titres                                                                        |
| ----------- | -------------------- | -------------- | ----------------------------------------------------------------------------- |
| 2011 - 2014 | Gaël Tallec          | -              | -                                                                             |
| 2014 - 2016 | Christophe Ruidavets | -              | Champion PACA de rugby à XIII Fédérale 1/4 de finaliste championnat de France |
| 2016-2018   | Jean-Luc Angélini    | -              | Championnat de France de rugby à XIII Nationale 1 Coupe Paul Dejean           |
| 2018-2019   | Chahery Mouridi      | Pascal Hurtado |                                                                               |
| 2019-2020   | Justin Murphy        |                |                                                                               |

### Présidents
| Saisons     | Présidents        |
| ----------- | ----------------- |
| 2011-2016   | Walid Kadir       |
| 2016 - 2019 | Laurent Gavarri   |
| 2019        | Chantal Ruidavets |

## Joueurs
| - Olivier Legrain - Mickael Alessandrini - Brice Auriolle - Robin Aymé - Sandy Badoux - Thomas Baudinet - Thomas Baudu - Julien Borg - Steven Boulaire - Teddy Bourgeois - Christophe Brun - Anthony Caninhas - Nicolas Capelli - Thomas Capet-Niel - Michael Chauviere |  | - Romain Cierlo - Jérémy Costanzo - Quentin Cressend - Frédéric Cruciani - Fred Delhoum - Dupont - Alan Dutour - Pierre Finel - François Ghiglioli - Sébastien Hernandez - Tamatoa Huuti - Heitoa Huuti - Walid Kadir - Benjamin Laizet |  | - Messisha - William Montesino - Benoit Moncada - Benoit Motteau - Tamahau Opeta - Romain Pezzoni - Arnaud Pierronne - Pierre Plantier - Antoine Ruz - Thomas Schohn - Ivan Scotto - Cédric Segreto - Jean-Jacques Serre - Luke Sram |  | - Florent Tarride - Alain Michel Timau - Scardina - Enoharii Teore - Laurent Tripeault - Anthony Buttigieg - Fred Delhoum - Chems Mrenda - Fabien Vitton - Ilies Jlida |

## Personnalités liées au club
Le 12 avril 2019, un jeune joueur, Bassam Boina, décède. 
Il avait intégré le club au début de la saison 2018-2019, lors de la montée de Toulon en Élite 2. Il dispute alors trois matchs avec le club. 
Le club, ainsi que celui de Marseille, club dont il est originaire,  organisent alors une collecte afin d'apporter leur soutien à la famille.
Le Sporting est entrainé depuis 2018 par Chahery Mouridi, un ancien de Marseille XIII.
Enfin,  même si une passerelle n'est qu'envisagée avec le club quinziste du RC Toulon, un joueur, Nicolas Jordan, possède une double licence (rugby à XV et rugby à XIII) qui lui permet de disputer à la fois de matchs pour le Sporting, mais aussi pour l'équipe Espoirs du RCT.

## Bilan saison par saison
Mis à jour : début de la saison 2012-2013 (début novembre 2012)
Le tableau suivant présente les résultats dans les diverses compétitions nationales depuis la saison 2011-2012.
| Saison    | Championnat | Championnat | Championnat | Championnat | Championnat | Championnat | Championnat | Championnat | Championnat | Championnat | Championnat | Championnat                | Championnat          | Coupe Falcou |
| Saison    | Division    | Classement  | Pts         | J           | V           | N           | D           | Bp          | Bc          | Diff.       | Moy. spec.  | Meilleur marqueur d'essais | Meilleur réalisateur | Coupe Falcou |
| --------- | ----------- | ----------- | ----------- | ----------- | ----------- | ----------- | ----------- | ----------- | ----------- | ----------- | ----------- | -------------------------- | -------------------- | ------------ |
| 2011-2012 | Fédérale    | 5e          | 25          | 14          | 5           | 1           | 8           | 362         | 411         | -49         | n.c.        | n.c.                       | n.c.                 | n.c.         |
| 2012-2013 | Fédérale    | 2e          | 30          | 12          | 9           | 0           | 3           | 372         | 195         | +177        | n.c.        | n.c.                       | n.c.                 | n.c.         |
| 2013-2014 | Nationale 1 | 5e          | 24          | 14          | 5           | 0           | 9           | 315         | 508         | -193        | n.c.        | n.c.                       | n.c.                 | n.c.         |
| 2014-2015 | Nationale 2 | 1re         | 34          |             |             |             |             |             |             |             |             |                            |                      |              |
| 2015-2016 | Nationale 1 |             |             |             |             |             |             |             |             |             |             |                            |                      |              |
| 2016-2017 | Nationale 1 | 1re         |             |             |             |             |             |             |             |             |             |                            |                      |              |
| 2017-2018 | Nationale 1 | 1re         |             |             |             |             |             |             |             |             |             |                            |                      |              |
| 2018-2019 | Elite 2     |             |             |             |             |             |             |             |             |             |             |                            |                      |              |